# Premier entré, premier sorti (gestion)
Pour les articles homonymes, voir FIFO.
La méthode du premier entré, premier sorti, aussi désignée par son acronyme PEPS ou leurs équivalents en anglais First In, First Out ou FIFO est employée en gestion pour désigner une méthode de gestion des stocks, et en comptabilité une méthode de valorisation d'actifs.
En comptabilité, cette méthode s'oppose à celle du « dernier entré, premier sorti » (LIFO) et celle du coût unitaire moyen pondéré. En logistique, elle s'oppose entre autres à la méthode FEFO.

## Gestion des stocks
Dans l'industrie, l'organisation des stocks en « premier entré, premier sorti » permet une gestion simple, mais impose une méthode de rangement adéquate. Si on utilise des étagères, le chargement doit se faire d'un côté, et le service de l'autre, ce qui implique qu'on puisse circuler des deux côtés. Si l'étagère n'est accessible que d'un côté, le stock sera, à moins d'avoir un dispositif mécanique comme un plateau tournant, du type LIFO (dernier entré, premier sorti) ce qui a pour effet de laisser inutilisée pour toujours la quantité constituant le minimum, ce qui n'est généralement pas souhaitable. Si le processus n'est pas continu, mais que la production se poursuit jusqu'à épuisement du stock, le coût additionnel du FIFO n'a pas d'intérêt.
Cette méthode est également très utilisée en comptabilité analytique, et d'une manière générale dans les techniques de gestion des stocks. Elle est dans ce cas souvent traduite par PEPS pour « Premier entré, premier sorti ». En pratique le produit qui est arrivé le premier dans le stock sera le premier à sortir du stock (pour être vendu, utilisé ou comptabilisé). La méthode PEPS est très utilisée notamment pour les produits périssables. Mais on pourra lui préférer la méthode FEFO en français PPPS (premier périmé, premier sorti).

## Comptabilité générale
Cette méthode est utilisée pour valoriser des actifs inscrits au bilan et faisant l'objet de rotations: stocks ou titres de portefeuille par exemple.

### Exemple de comptabilité avec FIFO-PEPS
En comptabilité des matières, elle désigne une méthode de valorisation des sorties opérées sur un stock homogène de matières, qui reçoit, à des dates différentes, des entrées dont les valeurs unitaires d’acquisition peuvent différer.
Supposons qu'il y ait une sortie de 120 articles dans notre stock aujourd'hui et qu'ils aient été achetés à 3 dates différentes :
| Date       | Quantité | Prix Unitaire |
| ---------- | -------- | ------------- |
| Mars 2009  | 50       | 10 €          |
| Avril 2009 | 55       | 11 €          |
| Mai 2009   | 15       | 12 €          |

Le calcul du prix FIFO-PEPS' s'effectue en additionnant l'ensemble des prix d'achat de l’ensemble des stocks (du plus ancien au plus récent. Par exemple si l'on doit calculer le prix d'un stock de 120 articles, on considère que les 50 premiers ont un prix unitaire de 10 € ; que les 55 suivants ont un prix unitaire de 11 €, et que les 15 articles restants valent 12 € l'unité.
cette formule est celle du PRMP (prix de revient moyen pondéré). La valeur FIFO-PEPS à l'unité résultant de la vente de 120 articles est donc de 10,71 € :
{\displaystyle FIFO={\frac {50\times 10{\text{ euros}}+55\times 11{\text{ euros}}+15\times 12{\text{ euros}}}{120{\text{ unités}}}}=10,71{\text{ euros}}}
Il faut différencier la valeur "comptable" de l'inventaire du prix de vente de chaque article ; on remarque qu'en cas d'inflation du prix unitaire de l'article comme dans notre exemple, le prix FIFO-PEPS ne prend pas en compte l'inflation et donc la valeur qui devrait être utilisée pour la vente. Puisque la valeur des sorties partielles est plus petite (coût unitaire croissant), le FIFO-PEPS tend aussi à surévaluer le nombre d'articles en stock si l'on tente de diviser la valeur totale du stock par la valeur unitaire de sortie partielle lors de la vente afin d'obtenir une estimation du stock total.

### Démonstration de la désolidarisation coût unitaire partiel/total
L'exemple précédent parlant de la vente de 120 articles (l'intégralité du stock), la différence d'impact dans le calcul du coût unitaire n'est pas visible. Pour s'en rendre compte, il faudrait envisager une vente partielle du stock, donnant une vision partielle du prix unitaire moyen. Tandis que la méthode du Coût unitaire moyen pondéré permet de (re)valoriser l'ensemble du stock lors des entrées, permettant ainsi que le nombre d'unités en sortie à la vente n'impacte pas le prix unitaire qui sera alors le même pour les unités vendues et les unités restant en stock.
Dans la méthode FIFO-PEPS, la valorisation unitaire conserve le coût unitaire de chaque élément du stock lors de son achat. Le coût unitaire moyen d'une portion du stock à la vente ne sera donc pas représentatif du coût moyen unitaire du stock total (avant sortie) ni même du restant du stock et son utilisation mènera à coup sûr à une erreur, que ce soit pour :
1. Estimer le volume d'unités restant en stock en se basant sur sa valeur totale divisée par le coût unitaire moyen de sortie (vente)
2. Estimer la valeur du stock restant en se basant sur le nombre d'unités le composant multiplié par le coût unitaire moyen de sortie (vente)

Reprenons l'exemple du stock précédent, mais intéressons-nous à une vente partielle de ses unités, disons 75 :
{\displaystyle FIFO={\frac {50\times 10{\text{ euros}}+25\times 11{\text{ euros}}}{75{\text{ unités}}}}=10,33{\text{ euros}}}
Reprenons maintenant les tentatives d'utilisation de ce coût unitaire moyen de sortie (vente) sur le restant du stock :
Estimation du volume d'unités restant sur la base de son coût total
{\displaystyle {\text{Coût total du stock}}=30\times 11{\text{ euros}}+15\times 12{\text{ euros}}=510{\text{ euros}}}
Supposons que l'on souhaite utiliser le coût moyen unitaire de la vente pour estimer le nombre d'unités en stock restants :
{\displaystyle {\text{Nombre d'unités}}={\frac {510{\text{ euros}}}{10,33{\text{ euros}}}}=49{\text{ unités}}}
Le stock restant est pourtant de 45 unités, mais le coût unitaire moyen de sortie (vente) a été calculé sur la base d'unités moins coûteuses que les autres. Puisque ces unités ont conservé leur valeur à l'achat au lieu d'être pondérées par les nouvelles entrées en stock, elles ne reflètent pas le coût unitaire moyen du stock et leur coût ne peut donc pas servir d'estimation pour le reste du stock.
Il s'agit ici d'une sur-évaluation du nombre d'unités en stock par une sous-évaluation du coût unitaire moyen.
Les conséquences pourraient être de compter sur le stock estimé inexistant afin de faire des ventes... qui ne seront jamais réalisées puisque le stock n'existe pas !
Estimation du coût total du stock restant sur la base de son nombre d'unités
{\displaystyle {\text{Nombre d'unités}}=120-75=45{\text{ unités}}}
Supposons que l'on souhaite utiliser le coût moyen unitaire de la vente pour estimer la valeur du stock restant :
{\displaystyle {\text{Coût total du stock}}=45\times 10,33=465{\text{ euros}}}
Le stock est valorisé à 465 € au lieu des 510 € réels, puisque le coût unitaire moyen des unités vendues est en deçà du coût unitaire moyen des unités encore en stock.
Il s'agit ici d'une sous-évaluation de la valeur du stock restant par une sous-évaluation de son coût unitaire moyen.
Les conséquences pourraient être de compter sur un coût unitaire de stock moyen plus faible pour réduire les marges de vente (compétitivité ?). La réduction de marge pourrait se transformer en vente à perte, ce qui est assurément le cas si le prix de vente unitaire moyen passe sous la barre des 11 € (coût unitaire moyen minimal du stock).